# Kamil Bednarek
Kamil Bednarek (sinh ngày 10 tháng 5 năm 1991 tại Brzeg) là một ca sĩ, nhà sáng tác ca khúc, nhà soạn nhạc và nhạc sĩ nhạc reggae và dancehall người Ba Lan. Anh nổi tiếng nhất với thành tích á quân mùa 3 của cuộc thi Mam talent!.
Từ năm 2008 đến 2012, Bednarek là giọng hát chính của Star Guard Muffin, cùng với ban nhạc anh đã phát hành một album phòng thu là Szanuj (2010) – nhạc phẩm giành ngôi quán quân tại Ba Lan, ngoài ra anh còn cho ra đời hai đĩa EP nữa. Kể từ năm 2012, anh trở thành giọng ca chính của một ban nhạc tên là Bednarek; họ đã phát hành album quán quân Jestem... vào tháng 11 năm 2012.

## Lịch sử hoạt động

### Star Guard Muffin và đột phá (2008–2011)
Kamil Bednarek thành lập nên ban nhạc Star Guard Muffin cùng bè bạn vào năm 2008. Buổi hòa nhạc đầu tay của nhóm là buổi diễn hỗ trợ cho ban nhạc raggamuffin EastWest Rockers người Phần Lan. Một năm sau Star Guard Muffin tự phát hành đĩa EP đầu tay mang tên Ziemia Obiecana (Promised Land).
Năm 2010, Bednarek tham dự mùa thứ 3 của cuộc thi Mam talent! – phiên bản tiếng Ba Lan của Got Talent. Trong buổi diễn thử anh đã thể hiện bài "I" của Kurt Nilsen và gây ấn tượng với ban giám khảo. Tại vòng bán kết anh hát bài "Tears in Heaven" của Eric Clapton và lọt vào trận chung kết, rồi xếp thứ 2 chung cuộc sau khi thể hiện bài "Is This Love" của Bob Marley.

## Danh sách đĩa nhạc

### Album phòng thu
| Jestem...                                                                         | - Phát hành: 28 tháng 11 năm 2012 - Hãng đĩa: Lou & Rocked Boys - Định dạng: CD, tải kĩ thuật số | 1 | - POL: 150.000+ | - POL: Kim cương |
| Oddycham                                                                          | - Phát hành: 29 tháng 5 năm 2015 - Hãng đĩa: Lou & Rocked Boys                                   | 2 | POL: 30.000+    | POL: Bạch kim    |
| Talizman                                                                          | - Phát hành: 1 tháng 12 năm 2017 - Hãng đĩa: Lou & Rocked Boys                                   | 6 | POL: 15,000+    | POL: Vàng        |
| "—" chỉ bản nhạc không được phát hành hoặc không được xếp hạng tại thị trường đó. |                                                                                                  |   |                 |                  |

### Album trực tiếp
| Przystanek Woodstock 2013: Bednarek                                               | - Phát hành: 1 tháng 5 năm 2014 - Hãng đĩa: Złoty Melon/Rockers Publishing - Định dạng: CD+DVD  | 2  |
| Przystanek Woodstock 2014: Bednarek                                               | - Phát hành: 4 tháng 12 năm 2014 - Hãng đĩa: Złoty Melon/Rockers Publishing - Định dạng: CD+DVD | 45 |
| "—" chỉ bản nhạc không được phát hành hoặc không được xếp hạng tại thị trường đó. |                                                                                                 |    |

### Album tuyển tập
| Jestem...suplement                                                                | - Phát hành: 5 tháng 12 năm 2013 - Hãng đĩa: Lou & Rocked Boys - Định dạng: CD | 17 |
| "—" chỉ bản nhạc không được phát hành hoặc không được xếp hạng tại thị trường đó. |                                                                                |    |

### Đĩa đơn
| Tựa                                                    | Năm  | Album         |
| ------------------------------------------------------ | ---- | ------------- |
| "Nie chcę wyjeżdżać stąd"                              | 2012 | Jestem...     |
| "Chwile jak te"                                        | 2014 | Oddycham      |
| Donatan & Cleo - "Ten czas" (featuring Kamil Bednarek) | 2014 | Hiper/Chimera |
| "Sailing"                                              | 2015 | Oddycham      |
| "Euforia" (hợp tác với Staff)                          | 2015 | Oddycham      |
| "List"                                                 | 2016 | Oddycham      |
| "Talizman" (hợp tác với Matheo)                        | 2017 | Talizman      |
| "Poczuj luz"                                           | 2017 | Talizman      |

#### Các bài hát được xếp hạng khác
| Đĩa đơn                                                   | Năm  | Vị trí xếp hạng cao nhất | Album       |
| Đĩa đơn                                                   | Năm  | POL                      | Album       |
| --------------------------------------------------------- | ---- | ------------------------ | ----------- |
| "Cisza"                                                   | 2013 | 1                        | Jestem...   |
| "Dni, których jeszcze nie znamy"                          | 2013 | 16                       | Jestem...   |
| Mesajah - "Szukając szczęścia" (featuring Kamil Bednarek) | 2013 | 8                        | Jestem stąd |